# Phrynoidis asper
El sapo gigante asiático (Phrynoidis asper), algunas veces denominado sapo ribereño es un gran sapo nativo del Sureste asiático de la familia Bufonidae.

## Descripción
El sapo gigante asiático es generalmente verde oscuro, negro o marrón y cubierto de tubérculos epidérmicos. Puede llegar a tener un tamaño de 22 cm.

## Distribución
Esta especie es endémica del Sureste Asiático, y aparece por debajo de los 1400 m s. n. m.:
- en Birmania, en el Estado Mon y la región de Tanintharyi
- en el oeste y sur de Tailandia
- en la península de Malaca
- en las islas de Tioman y Penang
- en Borneo, Sumatra, Java, Natuna
- ha sido introducida en el suroeste de las Célebes.

## Enlaces externos

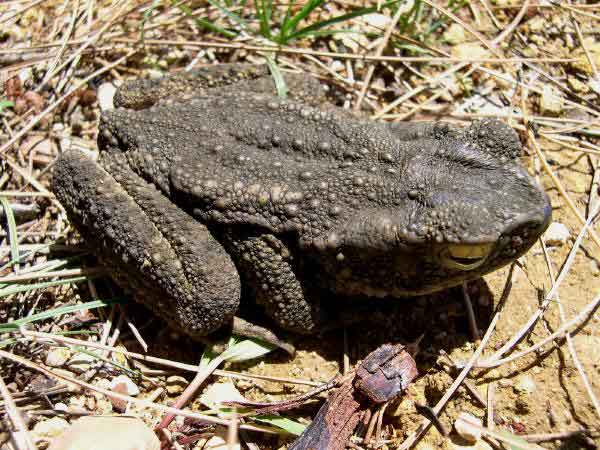